# (18429) 1994 AO1
(18429) 1994 AO1 là một tiểu hành tinh vành đai chính. Nó được phát hiện bởi Atsushi Sugie ở Dynic Astronomical Observatory Nhật Bản, ngày 8 tháng 1 năm 1994.